# Torre Guevara (Potenza)
La Torre Guevara si trova in via Bonaventura, ai margini est del centro storico della città di Potenza ed è un antico monumento costruito nel secolo IX d.C., facente parte del non più esistente castello cittadino.

## Storia

### Le origini
La storia del castello di Potenza è incerta, poiché anche nell'Istoria della Città di Potenza (1673) compilata da Giuseppe Rendina, cui fanno riferimento i maggiori storici della città, mancano informazioni precise circa le sue origini. Forse l'edificio venne costruito sui resti di un'altra struttura fortificata, forse una struttura di detenzione. L'edificio è sicuramente precedente all'anno mille, quindi di plausibile origine longobarda.

Con molta probabilità la torre fu costruita precedentemente al castello, intorno al IX secolo, con una precisa ed autonoma funzione di vedetta e, soltanto dopo, sarebbe sorta intorno ad essa la struttura fortificata che l'avrebbe trasformata nel castello dei conti di Potenza, databile al X-XI secolo.

La torre, posta all'estremità est del centro storico, ebbe nel corso del Medioevo grande importanza per la difesa dalle scorribande dei barbari e per il controllo della sottesa ansa fluviale del Basento dalla sorgente alla stretta di Albano. Data la sua importanza strategica, inoltre si suppone che la torre in origine fosse ben più elevata; il Riviello, infatti, narra dell'antico castello con la sua altissima merlata ed inaccessibile torre fatta logora e screpolata dal lavorio dei secoli e dalla forza dei terremoti.

La storia del castello comunque è legata a quella delle casate che ebbero in feudo la città. Nel 1268, dopo la vittoria di Carlo I d'Angiò su Corradino di Svevia, la città, fedele a quest'ultimo, fu quasi distrutta ed il Castello, occupato dagli Angioini, fu tolto ai Conti e affidato ad un Regio Castellano.
Durante il Medioevo la torre aveva la funzione di torre di avvistamento, o maschio, adibita alla funzione di avvistare i nemici grazie alla propria altezza e alla sua posizione strategica.

### I Guevara
Con la fine del regno angioino e l'arrivo degli Aragonesi, il re Alfonso concesse la città, divenuta contea, al fido Don Innico de Guevara. Tra i tanti padroni avvicendatisi alla guida della contea, i Guevara lasciarono segni tangibili della loro presenza mostrandosi partecipi alle vicende socio-politiche della città. Nel 1445 Innico de Guevara diede inizio ai lavori di ristrutturazione della cinta muraria di origine normanno-sveva, in parte distrutta e ricostruita già in età angioina; essa fu fortificata e dotata di numerose porte di accesso nonché di torri di avvistamento e di difesa. Dovrebbero infatti risalire a questo periodo la Porta de la Mendola, citata per la prima volta nel 1481, Porta San Luca e Portasalza. Quest'ultima, posta sul lato ovest del centro antico, si presentava come una struttura fortificata la cui mole faceva da contrappunto a quella della torre. Altre opere riconducibili ai Guevara sono la ristrutturazione del palazzo del Seggio, la ricostruzione del chiostro duecentesco di San Francesco nonché del convento e della chiesa di Santa Maria del Sepolcro, luogo di culto prediletto e cimitero dei conti. Inoltre verso la fine del Quattrocento terminato il nuovo palazzo comitale, commissionato dai Guevara stessi, il castello perderà l'originaria funzione di residenza e verrà abbandonato. In seguito e fino al 1612, questa costruzione, non più curata, servì ad un ordine di Frati Cappuccini per ospizio. Quando poi Don Alfonso de Guevara, sesto conte di Potenza, diede in sposa sua figlia Beatrice a Enrico di Loffredo, la città, che costituiva la dote nuziale, passò ai Loffredo.

### Monastero e ospedale
Nel 1621 Beatrice de Guevara donò l'antico castello ai Frati Cappuccini di San Carlo ad eccezione della torre, che i conti vollero tenere per sé. Più tardi, nel 1626, il conte Carlo di Loffredo, figlio di Beatrice, lasciò ai frati una somma considerevole a condizione che nel castello fondassero una chiesa ed un monastero. Soltanto nel 1810 il castello fu tolto ai religiosi e adibito a sede dell'Ospedale San Carlo, con Decreto del re di Napoli Gioacchino Murat.

Il castello, ormai divenuto ospedale, subì varie ristrutturazioni e nel 1927 fu aggiunto un vasto fabbricato che si affacciava sull'attuale piazza Bonaventura. Dopo l'ultimo conflitto mondiale il castello fu demolito e oggi, unica testimone di secoli di storia, resta soltanto l'antica Torre.

### Epoca attuale

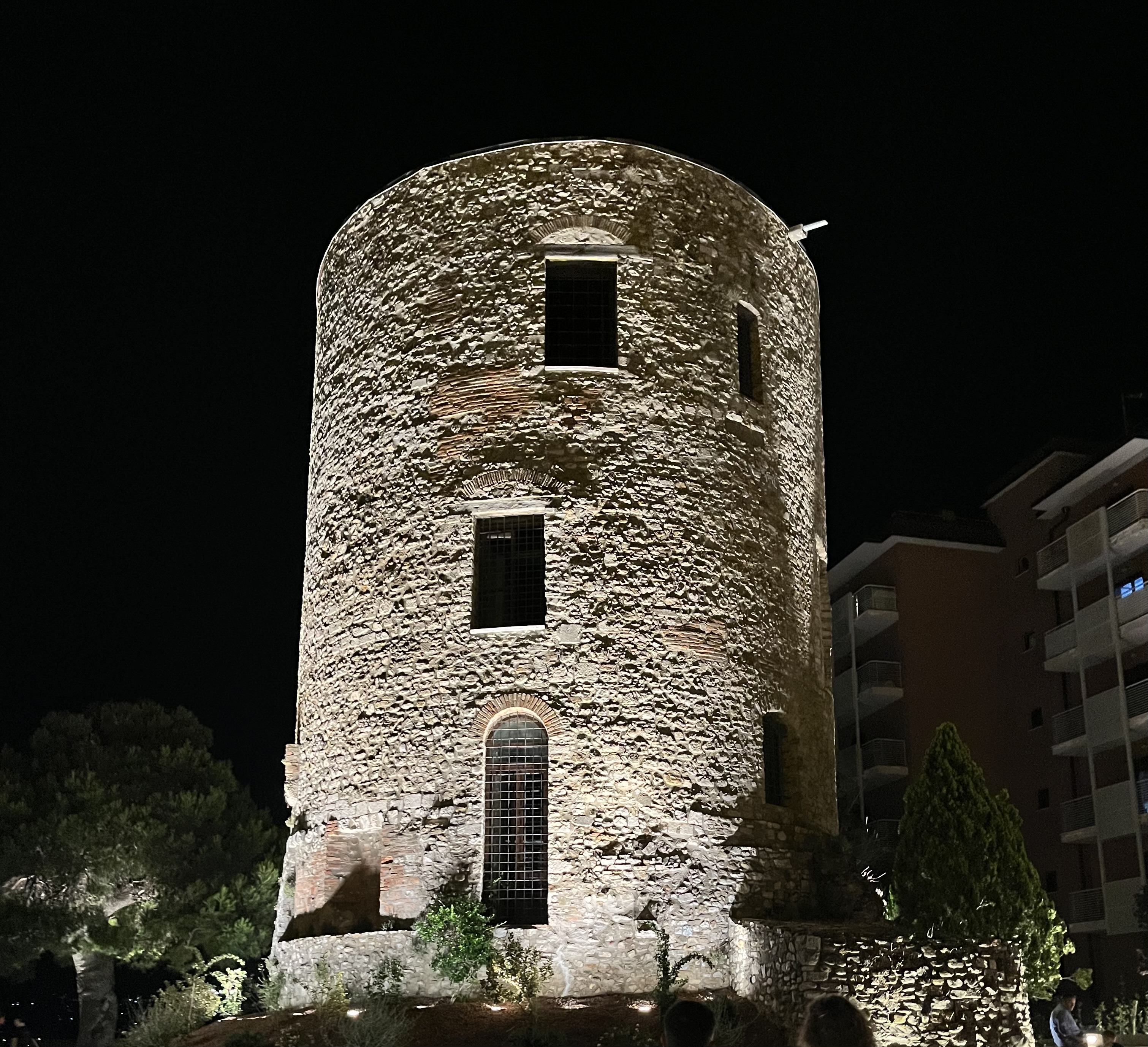
Torre Guevara di notte

Nel 1980 la torre resistette solidamente al rovinoso terremoto dell'Irpinia. Essa subì ugualmente vari restauri. Attualmente è la sede dell'Ordine dei Dottori Agronomi e dei Dottori Forestali della provincia di Potenza. L'Ordine esternamente ha realizzato un giardino pubblico, denominato “Il Giardino dell’Agronomo - Gioacchino Viggiani” in memoria del primo iscritto nella Provincia di Potenza mentre all'interno c'è un museo permanente a lui dedicato. La segreteria dell’Ordine della Provincia di Potenza si occuperà della gestione sia del giardino esterno, sia del suddetto museo, interno alla Torre. 
Dal 2024 la Torre e l'area antistante tornano visitabili ai fruitori, grazie ai lavori di abbattimento dell'edificio scolastico e il restauro della piazza antistante la torre, recuperando degli antichi confini perimetrali del Castello.

## Architettura
La torre è un edificio molto spoglio a causa del logorio dei secoli, costruito mediante l'utilizzo di alcune particolari pietre che si trovano sul letto del fiume Basento. Infatti analizzando queste pietre con quelle della torre si è potuta osservare l'uguaglianza fra le due. Molte strutture medievali dello stesso periodo presentano la medesima pietra.

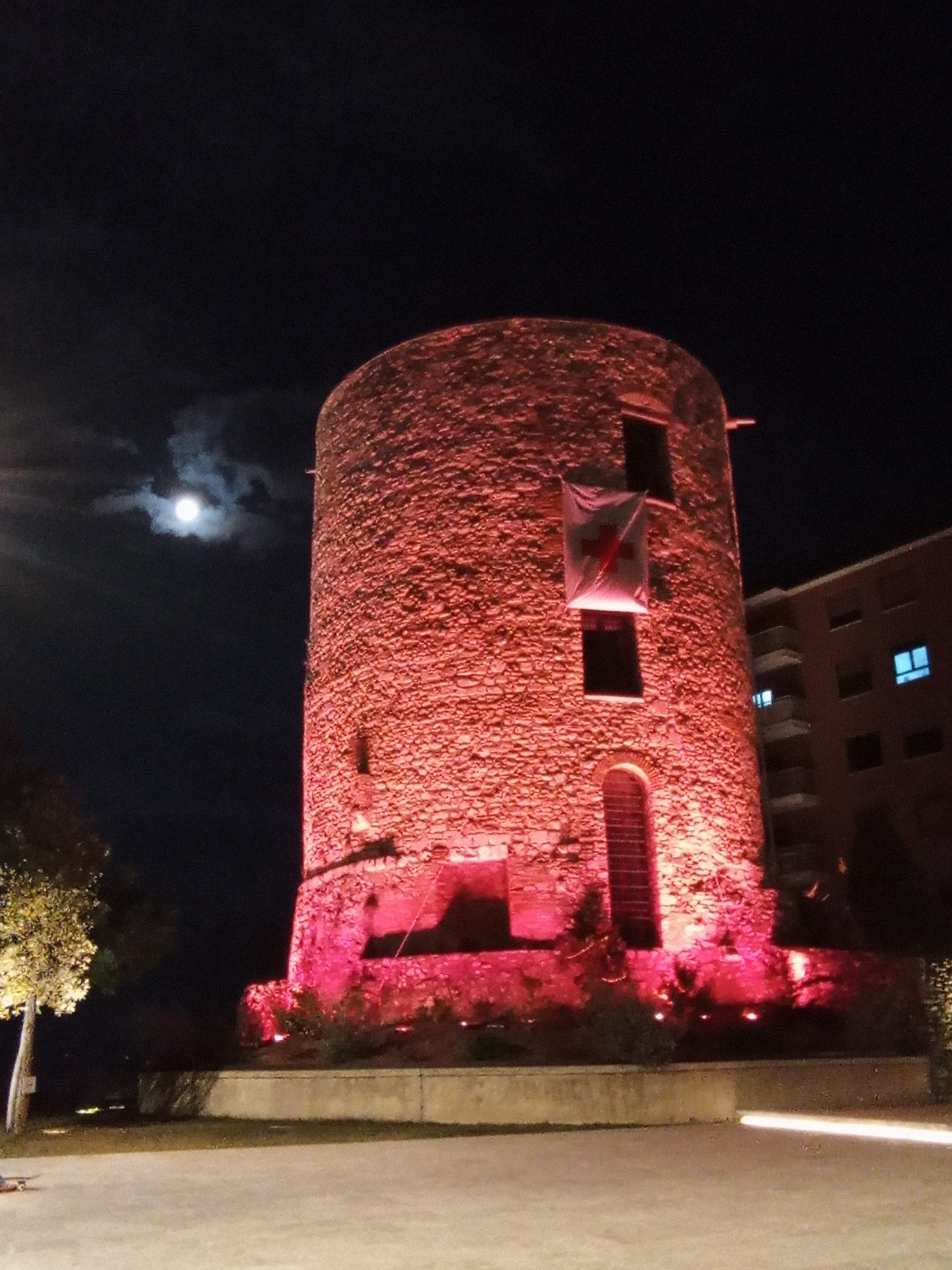

### Dimensioni
La torre è formata da tre piani che raggiungono l'altezza di venti metri. Ha un diametro interno di 7 metri e un diametro esterno di 10. Inoltre presenta 86 scalini e 7 finestre.